# Política da Nova Zelândia

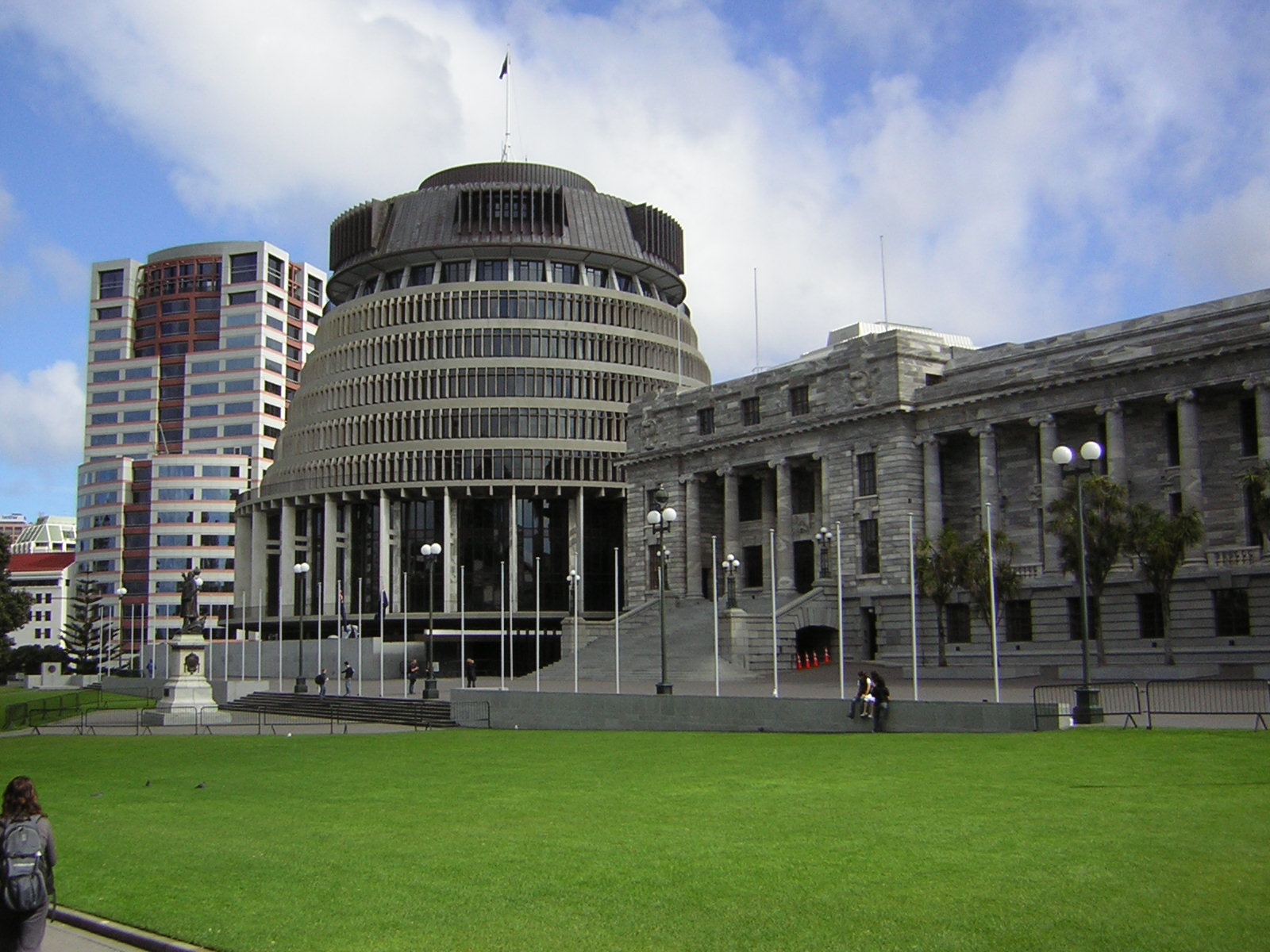
Parlamento da Nova Zelândia.

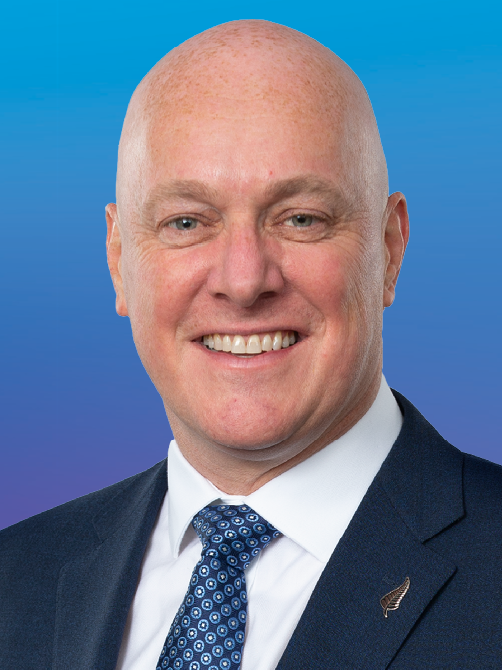
Christopher Luxon, atual primeiro-ministro.

A Nova Zelândia é uma democracia parlamentar independente. O país é oficialmente uma monarquia constitucional, do qual o Chefe de Estado titular é o rei Carlos III do Reino Unido, que é representado pela Governadora-Geral, Cindy Kiro.
Historicamente, a Nova Zelândia seguiu o sistema "Westminster" britânico de governo parlamentar, mas já não há uma câmara alta, desde a abolição do Conselho Legislativo, um corpo não eleito, em 1951. O Parlamento, que se reúne nos Prédios do Parlamento da Nova Zelândia em Wellington, é agora composto somente da Câmara dos Representantes, que é composto por 120 membros, eleitos por um sistema de representação proporcional desde 1996.
Neste sistema, há 65 membros que representam distritos eleitorais, do qual cinco são reservados para a população Maori, e os outros são selecionados de listas de candidatos dos partidos, para produzir um resultado proporcional. Uma consequência do novo sistema é que os partidos maiores agora precisam do apoio dos partidos menores para formar os governos de coalizão.
Dessa Câmara é selecionado um gabinete executivo de 20 membros, que é dirigido pelo atual Primeiro-Ministro, Christopher Luxon, do Partido Nacional, de direita. Atualmente, cinco outros partidos têm representação na Câmara, do qual o Partido Trabalhista, de centro-esquerda, é o principal da oposição.